# Elbasan (district)
Elbasan (Albanees: Rrethi i Elbasanit) is een van de 36 districten van Albanië. Het heeft 224.000 inwoners (in 2004) en een oppervlakte van 1290 km². Het district ligt in het midden van het land in de prefectuur Elbasan. De hoofdstad van het district is de stad Elbasan.

## Gemeenten
Elbasan bestaat uit 24 gemeenten, waaronder drie steden.
- Belsh (stad)
- Bradashesh
- Cërrik (stad)
- Elbasan (stad)
- Fierzë
- Funar
- Fushë-Laminot
- Gjergjan
- Gjinar
- Gostimë
- Gracen
- Grekan
- Kajan
- Klos
- Krastë
- Mal-Labinot
- Mollas
- Papër
- Rrasa
- Shalës
- Shirgjan
- Shushicë
- Tregan
- Zavalinë

## Bevolking
In de periode 1995-2001 had het district een vruchtbaarheidscijfer van 2,57 kinderen per vrouw, hetgeen hoger was dan het nationale gemiddelde van 2,47 kinderen per vrouw.
Berat · Bulqizë · Delvinë · Devoll · Dibër · Durrës · Ëlbasan · Fier · Gjirokastër · Gramsh · Has · Kavajë · Kolonjë · Korçë · Krujë · Kuçovë · Kukës · Kurbin · Lezhë · Librazhd · Lushnjë · Malësi e Madhe · Mallakastër · Mat · Mirditë · Peqin · Përmet · Pogradec · Pukë · Sarandë · Skrapar · Shkodër · Tepelenë · Tirana · Tropojë · Vlorë